# 格温内斯王国
格温内斯王国（中古威爾斯語：Guynet），又译圭内斯王国，是5世纪盎格鲁-撒克逊人侵略不列颠期間，布立吞人建立的罗马帝国继承国之一。该国占据威尔士西北部。
格温内斯王国是不列颠历史上重要的王国，其国王於被內憂外患所削弱之前享有“布立吞人的国王”的尊号。

## 歷史
格温内斯最早記載的統治者是库内达，來自於“马瑙戈多丁”地區（位於現今的蘇格蘭東南部）。7世紀時，格温内斯國王卡德瓦隆·阿頗·卡德凡曾率兵攻打大不列顛的諾森布里亞王國。格温内斯在羅德里大帝在位期間（844年—878年）勢力迅速增強，他併吞了鄰近的開雷迪吉昂王國並擊退進犯的維京人。羅德里大帝的後裔分為阿伯弗洛家族、丁弗魯家族兩支，格温内斯由阿伯弗洛支統治。
歐文·圭內斯是12世紀的格温内斯國王，以及威爾斯歷史上最傑出的統帥之一。在他的帶領下，格温内斯與德赫巴思的聯軍於克魯格莫爾戰役大敗入侵的諾曼軍隊，在那之後又擊敗了英格蘭國王亨利二世的入侵部隊，1160年代左右歐文·格温内斯開始自稱“威爾士親王”。他死後威爾斯一度陷入內戰，直到他的孫子盧埃林大帝將其再度統一。盧埃林大帝統治威爾斯長達45年（1195年—1240年）。

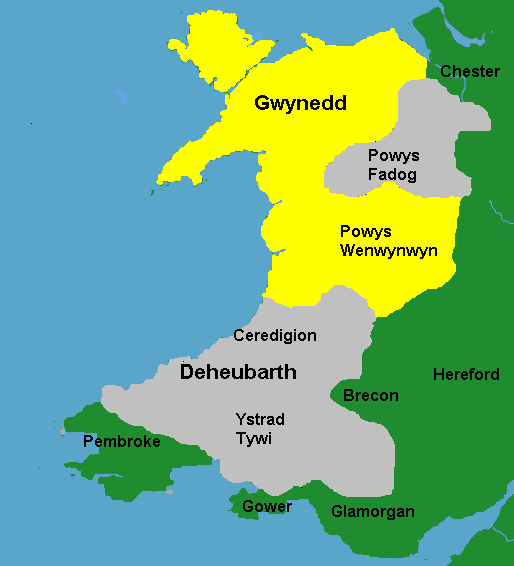
十三世紀初的威爾斯

盧埃林大帝死後，威爾斯與英格蘭的衝突再起。在1267年簽訂的蒙哥馬利條約中，英格蘭國王亨利三世承認盧埃林大帝之孫盧埃林·阿頗·格魯菲德威爾斯親王的頭銜。然而，亨利三世之子愛德華一世即位後拒絕承認威爾斯的獨立，他在1277年率軍大舉入侵威爾斯。1282年盧埃林·阿頗·格魯菲德去世，此後威爾斯成為英格蘭王國的領土。